# György battenbergi herceg
György battenbergi herceg, vagy Mountbatten György milford haveni őrgróf és medinai gróf (németül: Prinz Georg von Battenberg, angolul: George Mountbatten, Earl of Medina and 2nd Marquess of Milford Haven, teljes nevén Georg Louis Victor Heinrich Serge; Darmstadt, 1892. december 6. – London, 1938. április 8.) battenbergi herceg, Medina grófja és Milford Haven őrgrófja.

## Élete
György herceg 1892-ben született a Hesseni Nagyhercegség fővárosában Lajos Sándor battenbergi herceg és Viktória hessen–darmstadti hercegnő első fiaként, illetve harmadik gyermekeként. Édesapja a Hesseni-ház morganatikus házassággal létrejött alágából származott; eredetileg nem is viselt hercegi címet, csupán Battenberg grófja volt. Később hercegi rangra emelték, majd Lajos Sándor a Brit Királyi Haditengerészet szolgálatába lépett, és felvette az angol állampolgárságot. Édesanyja IV. Lajos hesseni nagyherceg legidősebb leánya volt, Viktória brit királynő egyik unokája. Három testvére volt, két leány és egy fiú.
Az első világháborút a család Angliában vészelte át, ez viszont óhatatlanul is azzal járt együtt, hogy német származásukra utaló vezetéknevüket el kellett hagyniuk. V. György brit király tanácsára a Mountbatten családnevet választották, s mellé az uralkodó a Milford Haven őrgrófja (vagy márkija) címmel ajándékozta meg Lajos Sándor herceget.
1916. november 15-én Londonban György herceg feleségül vette Nagyezsda Mihajlovna de Torby grófnőt. Nagyezsda Mihajlovna édesapja, Mihail Mihajlovics orosz nagyherceg révén az orosz cári dinasztiából származott, míg édesanyja Zsófia merenbergi és de Torby grófnő volt. Nagyezsda Mihajlovna szülei azonban morganatikus házasságot kötöttek, így Nagyezsda Mihajlovna hivatalosan nem tartozott a Romanov családba. Nagyezsda Mihajlovna és György kapcsolata az 1920-as, 1930-as években nagy fordulatot vett: Nagyezsda viszonyt létesített egy Gloria Morgan-Vanderbilt nevű amerikai nővel, de Torby grófnő ugyanis biszexuális volt. Györgynek és Nagyezsdának két gyermeke született:
- Lady Tatiana Elizabeth Mountbatten (1917. december 16. – 1988. május 15.), nem házasodott meg
- David Michael Mountbatten (1919. május 12. – 1970. április 14.), Milford Haven harmadik őrgrófja.

1917-ben György herceget Medina grófjává (angolul: Earl of Medina) nevezték ki. E címet 1921-ig viselte, amikor is elhunyt az édesapja, és ő lett Milford Haven második őrgrófja (angolul: Marquess of Milford Haven). György őrgróf jó matematikusként is ismert volt, II. Erzsébet brit királynő így emlékezett meg róla: „Egyike volt a legintelligensebb és legzseniálisabb embereknek.”
György herceg, Milford Haven második őrgrófja 1938. április 8-án hunyt el csontrák következtében.